# Donji Vlašnik
Donji Vlašnik (Smokvica) je nenaseljen otoček v otočju Vrhovnjaci, na pol poti med Lastovom in Mljetom in se nahaja približno 13,2 km vzhodno od Lastova. Najbližji otok je Srednji Vlašnik, približno 210 m vzhodno.
Njegova površina je 60.791 m2. Dolžina obalnega pasu je 1.014 m, nad morje pa se dviga do približno 16 metrov.